# جوست جيرفي
61°30′59″N 22°10′09″E / 61.51647°N 22.16904°E
جوست جيرفي هي بحيرة متوسطة الحجم تقع في منطقة مستجمعات المياه الرئيسي كوكيماينيوكي. وهي تقع في المنطقة ستاكونتا في فنلندا.

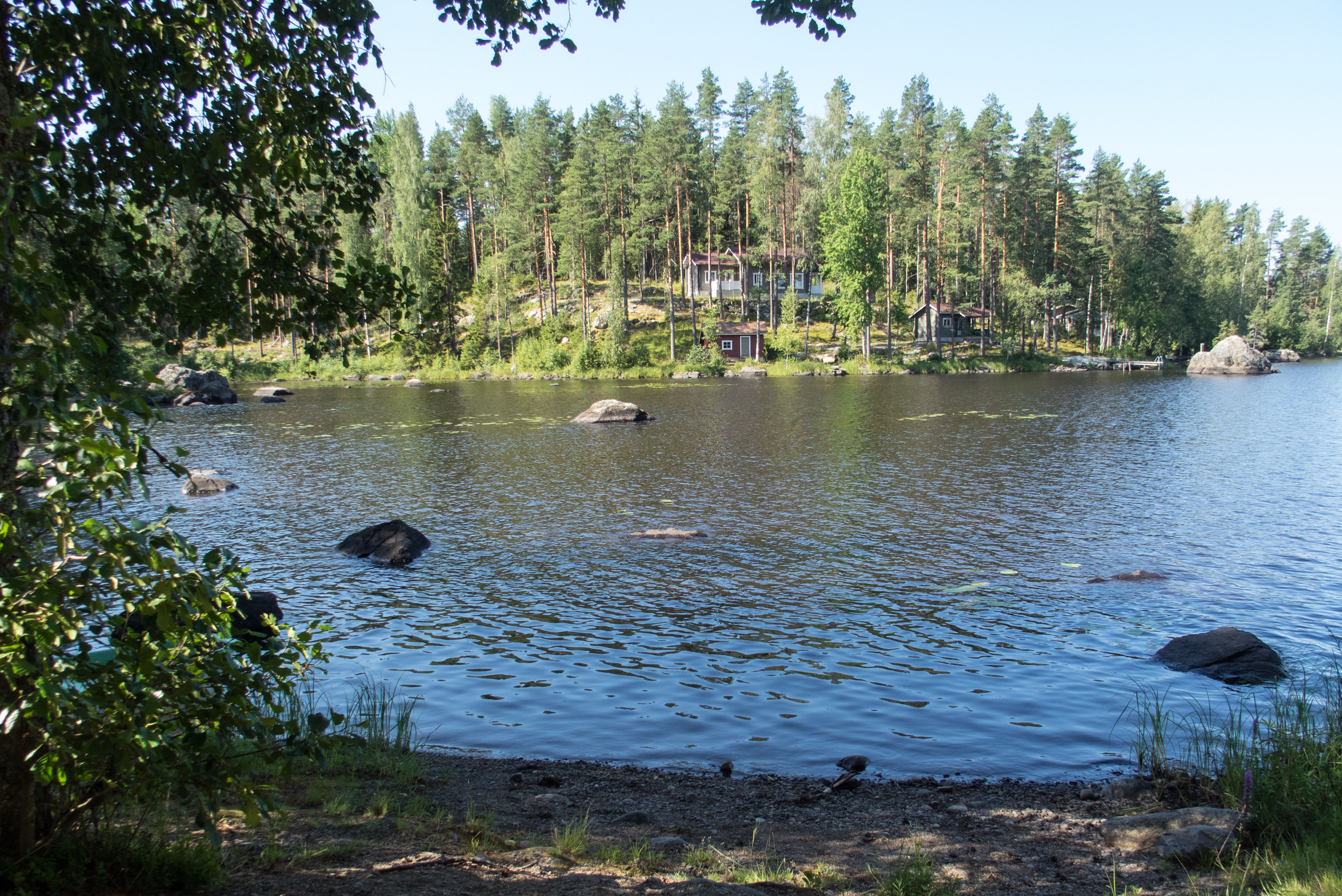
بحيرة جوست جيرفي